# 我的15分鐘
《我的15分鐘》（英語：Be Famous For 15 Minutes），2015年台灣偶像劇。由洪聆翔、謝翔雅、李程彬、楊可涵、蕭閎仁領銜主演。公視HD台於2015年3月24日上檔、公視主頻於2015年4月4日播出。更與影像創作網in微創合作推出獨家的幕後花絮特輯，共十集，分為演員篇與工作人員篇，於in微創大師講堂網路播出。

## 大綱
安迪·沃荷曾經說「在未來，每個人都有機會成名15分鐘！」。這是一個資訊爆炸，新聞不斷炒熱又被遺忘，素人一天內就會爆紅又翻黑，節奏快速到讓人暈眩的年代。當網路進入我們的生活，這一切，已經不是我們熟悉的那個純真年代。
曾經的天才童星阿克（洪聆翔飾）厭倦了在眾人面前扮演可愛男孩，其實卻拒絕長大。熱愛街舞的酷妹安琪（謝翔雅飾）被男友劈腿後，卻因為一支街舞短片在網路爆紅。搞笑的夜店公關鐵男（李程彬飾）遇見真愛時卻發覺自己只會把妹，而忘了怎麼愛人。減肥達人貝貝（楊可涵飾）這輩子只敢單戀，卻去拍了一支尺度極大的情色MV。仇女的怪咖宅男老闆（蕭閎仁飾）因為一支惡搞視頻，被網友人肉搜索。
五個來自不同家庭和背景的年輕人，在一棟公寓相遇，他們都來到他們人生的成名十五分鐘。出生於網路時代的他們，在爆炸的網路八卦，在父母師長失敗的愛情故事中，看盡了人生百態，他們既世故又純真，渴望成名又想保有任性，想談戀愛卻怕自己太認真，在這個表演才是一切的純真年代，他們能夠看清楚這個世界，然後找到心目中，那個想成為的自己嗎？

## 播出時間

### 首播
| 頻道     | 所在地 | 播映日期      | 播出時間        |
| -------- | ------ | ------------- | --------------- |
| 公視HD台 | 台灣   | 2015年3月24日 | 週一－週五21:00 |
| 公視主頻 | 台灣   | 2015年4月4日  | 每週六21:00     |

### 重播
| 頻道 | 所在地 | 播映日期 | 播出時間 |
| ---- | ------ | -------- | -------- |

## 演員列表

### 主要演員
| 演員   | 角色          | 介紹 | 登場集數 |
| 洪聆翔 | 阿克          | 音樂系，會自創歌曲。曾是家喻戶曉的天才童星小小強，但他卻只想當個普通人。 | 全劇     |
| 謝翔雅 | 安琪 (謝安琪) | 化學系高材生，熱愛街舞的她，因媽媽的反對，讓她的舞蹈夢瀕臨破裂。 | 全劇     |
| 李程彬 | 鐵男          | 原本是個高職輟學生，因為被阿嬤趕出家門，而投奔死黨阿克，晚上在夜店當公關小弟賺點外快，早上則在學校的健身中心狂練身體，但沒想到因緣際會下，被電影老武行一眼看中他身體素質不錯，找他去當替身。 | 1-4      |
| 楊可涵 | 貝貝          | 原本是個胖妹，瘦身成功後，變成路人回頭率頗高的辣妹，雖然貝貝外表無厘頭又搞笑，但內心深處其實還住著個內向的小胖妹。會日文，喜歡日本漫畫。此劇為楊可涵遺作                                     | 1-4      |
| 蕭閎仁 | 老闆          | 老闆表面上是個理工科學生，私下卻喜歡在網路上寫些搞笑白爛言論。 | 1-4      |

### 其他演員
| 演員   | 角色          | 介紹                                                                               | 登場集數 |
| 湯志偉 | 陳樹          | 52歲，阿克的父親，知名音樂製作人。                                                 | 1-4      |
| 琇琴   | 林姐 (安琪媽) | 45歲，風韻猶存卡拉ok老闆娘。                                                       | 1-2      |
| 夏靖庭 | 貝爸          | 50歲，是個性壓抑的電視台攝影師。                                                   | 4        |
| 應采靈 | 馮月雲        | 48歲，阿克媽，是個很平凡的家庭主婦，當年和音樂製作人陳樹相愛結婚，而後生下了阿克。 | 3-4      |
| 秋乃華 | 鐵男阿嬤      | 65歲，是個精打細算的房東，在臺北市有許多棟房子。                                   | 3        |
| 張昌緬 | 鐵男媽        |                                                                                    | 3        |
| 王雨妍 | 老闆媽        |                                                                                    | 5        |
| 薛提縈 | 老闆姐        |                                                                                    | 5        |

### 客串演出
| 演員   | 角色           | 介紹                 | 登場集數 |
| 小蠻   | Cindy          | 陳樹的女友           | 1        |
| 蔡力允 | Dino           | 舞蹈老師、安琪前男友 | 1-3      |
| 謝盈萱 | Kelly (凱莉姐) | 鐵男健身房朋友       | 3、5     |
| 郭耀仁 |                | MV導演               | 4        |
| 黃新浩 |                | MV男模               | 4        |
| 蔡欣穎 |                | 夜店辣妹             |          |
| 曾靖淳 |                | 電視記者             |          |
| Albee  | 小乖           | 鐵男乾妹妹           | 5        |

## 電視劇歌曲
| 曲別   | 歌名       | 演唱者 | 作詞             | 作曲   |
| 片頭曲 | 法克這個人 | 蕭閎仁 | 蕭閎仁、DJ Wayne | 蕭閎仁 |
| 片尾曲 | 掩飾       | 解偉苓 | 陳建寧           | 陳建寧 |
| 插曲   | 無誤       | 解偉苓 | 陳建寧           | 陳建寧 |

## 製作團隊
- 導演：林英作
- 副導：林素蓮
- 編劇：李登雅
- 製作人：林英作、陳建寧
- 製作公司：台灣公共電視、博美廣告製作有限公司
- 合作單位：in微創

## 外部連結
- 我的15分鐘的Facebook專頁
- 官方网站－公視
- in微創《我的15分鐘》幕後特輯官網
- in微創的Facebook專頁

| 臺灣公視HD台 週一－週五21:00 | 臺灣公視HD台 週一－週五21:00                | 臺灣公視HD台 週一－週五21:00 |
| ---------------------------- | ------------------------------------------- | ---------------------------- |
|                              | 我的15分鐘 （2015年3月24日－2015年3月31日） |                              |
| －                           | 麻醉風暴 （2015年4月1日－2015年4月8日）     |                              |

| 臺灣公視主頻 每周六21:00 | 臺灣公視主頻 每周六21:00                   | 臺灣公視主頻 每周六21:00 |
| ------------------------ | ------------------------------------------ | ------------------------ |
|                          | 我的15分鐘 （2015年4月4日－2015年4月18日） |                          |
| －                       | 麻醉風暴 （2015年4月25日－2015年5月9日）   |                          |

| 臺灣民視無線台 每周日22:00 - 23:00         | 臺灣民視無線台 每周日22:00 - 23:00                | 臺灣民視無線台 每周日22:00 - 23:00 |
| ------------------------------------------ | ------------------------------------------------- | ---------------------------------- |
|                                            | 我的15分鐘 （2019年9月1日－2019年10月6日）        |                                    |
| 台灣的聲音 （2019年5月5日－2019年8月25日） | 今晚你想點什麼 （2019年10月13日－2019年11月17日） |                                    |